# Vanua Lava
Vanua Lava ou Vanualava est une île de l’archipel des îles Banks, dans le nord du Vanuatu. Avec une superficie de 334,3 km2, c’est l’une des plus grandes îles de l’archipel (avec Gaua). En 2009, elle avait une population de 2 597 habitants.

## Géographie
L'île se compose de deux ensembles volcaniques éruptifs, récents ou non, avec de nombreux cônes.
Le point culminant, le Seretimiat (921 mètres d'altitude), est un volcan en activité dont la dernière éruption remonte à 1966.

## Histoire
Lors de la Seconde Guerre mondiale, l'aviso Chevreuil des Forces navales françaises libres, est envoyé aux Nouvelles-Hébrides et aux Îles Banks, par le commandant de la Marine dans le Pacifique, le capitaine de frégate Cabanier, pour des missions de visite et de maintien de l'ordre. Commandé par l'enseigne de vaisseau Fourlinnie, il fait un passage à Vanua Lava entre le 10 et le 25 janvier 1942.

## Culture et langues
Vanua Lava compte quatre langues vernaculaires: le vurës, le vera’a, le mwesen et le lemerig, ces deux dernières étant menacées. L'île comptait autrefois d'autres langues, aujourd'hui disparues.
À ces quatre langues endémiques de l'île, s'ajoute le mwotlap, parlé sur la côte est par de petites communautés originaires de l'île voisine de Motalava. Enfin, le bislama est la langue dominante dans la bourgade de Sola, capitale administrative de la province.

## Climat
| Mois                                | jan.  | fév.  | mars  | avril | mai   | juin  | jui.  | août | sep.  | oct. | nov. | déc.  | année   |
| ----------------------------------- | ----- | ----- | ----- | ----- | ----- | ----- | ----- | ---- | ----- | ---- | ---- | ----- | ------- |
| Température minimale moyenne (°C)   | 23,4  | 23,5  | 23,5  | 23,6  | 23,6  | 23,2  | 22,9  | 22,7 | 22,8  | 23,1 | 23,4 | 23,4  | 23,3    |
| Température maximale moyenne (°C)   | 30,4  | 30,5  | 30,4  | 30    | 29,1  | 28,5  | 27,9  | 27,7 | 27,9  | 28,5 | 29,2 | 30    | 29,2    |
| Précipitations (mm)                 | 395,8 | 329,7 | 403,9 | 458,6 | 376,1 | 333,6 | 255,9 | 236  | 246,4 | 314  | 387  | 371,4 | 4 108,4 |
| Nombre de jours avec précipitations | 21    | 20    | 24    | 23    | 20    | 19    | 17    | 16   | 17    | 17   | 18   | 19    | 231     |